# 鬼屋大冒险
《鬼屋大冒险》是一款由Rare于2003年10月21日发布于Xbox平台的电子游戏。游戏向后兼容于Xbox 360平台；在2009年2月16日，游戏通过Xbox Originals下载的方式重新发布于Xbox 360平台。
本作是微軟從任天堂收購Rare后發行的第一款遊戲，而最初是為任天堂GameCube開發的。